# Distretto di Nam (Ulsan)
Nam (Hangŭl: 남구; Hanja: 南區) è un distretto di Ulsan. Ha una superficie di 72,06 km² e una popolazione di 351.466 abitanti al 2012.